# Puig Tomir
El Puig Tomir o, sencillamente, Tomir, es una montaña de Mallorca que tiene una altura de 1103 m. Pertenece a la sierra de Tramontana, concretamente al municipio de Escorca (Islas Baleares, España).

## Principales accesos
- Desde Lluc, pasando por Binifaldó.
- Desde Lluc, por el Paso del Diablo.
- Desde Pollensa.